# Reinhold Jürgensen
Reinhold Gustav Jürgensen, né le 18 mars 1898 à Elmshorn et assassiné le 20 décembre 1934 au camp de concentration de Fuhlsbüttel,, est un homme politique et résistant allemand.

## Biographie
Électricien de profession, il est syndiqué à l'Association allemande des métallurgistes à partir de 1919 et adhère en 1922 au jeune Parti communiste d'Allemagne (KPD). En 1924 il est élu conseiller municipal à Elmshorn, où en 1932 « son vote [est] décisif pour l'élection du maire social-démocrate Fritz Petersen », dans le cadre de la coopération des gauches face au nazisme,.
Aux élections législatives allemandes de novembre 1932, il entre au Reichstag de la  république de Weimar comme député du Schleswig-Holstein,. Fin 1932, face à la grande violence des nazis à l'encontre des militants de gauche, il participe à l'organisation clandestine de la résistance communiste armée. Le 28 février 1933, le mandat parlementaire des députés communistes est annulé par décret par le gouvernement nazi, à la suite de l'incendie du Reichstag, et Reinhold Jürgensen perd donc son siège. Il est candidat sans succès aux élections législatives anticipées de mars 1933, qui se déroulent dans un contexte d'extrême violence et d'intimidations orchestrées par les nazis. En avril 1933, il est arrêté et placé en « détention préventive ». Interné successivement aux camps de concentration de Fuhlsbüttel, de Glückstadt et de Kuhlen (de), il y est torturé.
Relâché en septembre 1934, il crée à Elmshorn un groupe de résistance communiste armée au nazisme. Arrêté par la Gestapo le 19 décembre, il subit un interrogatoire en présence du maire nazi d'Elmshorn. Il est ensuite envoyé le jour même dans le camp de concentration de Fuhlsbüttel à Hambourg, où il est battu à mort par les SS durant la nuit,.
Il est l'un des anciens députés commémorés par le Mémorial en souvenir des 96 membres du Reichstag assassinés par les nazis, devant le palais du Reichstag. En 1986, une place de la ville d'Elmshorn est renommée en son honneur, et il est commémoré également par une pierre commémorative devant à la mairie.

## Commémorations

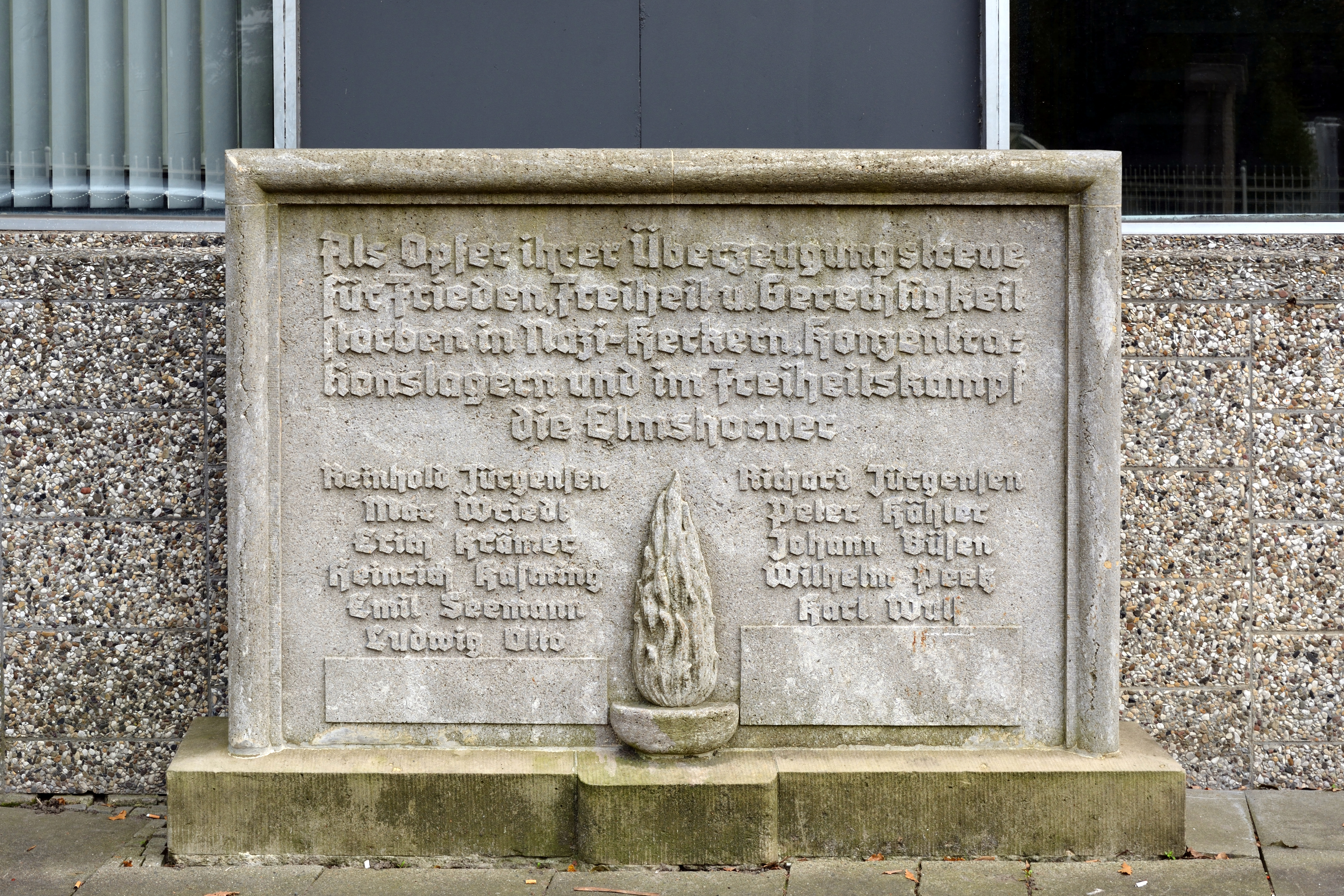
Mémorial devant la mairie d'Elmshorn, à Reinhold Jürgensen et aux autres résistants de la ville tués par les nazis.
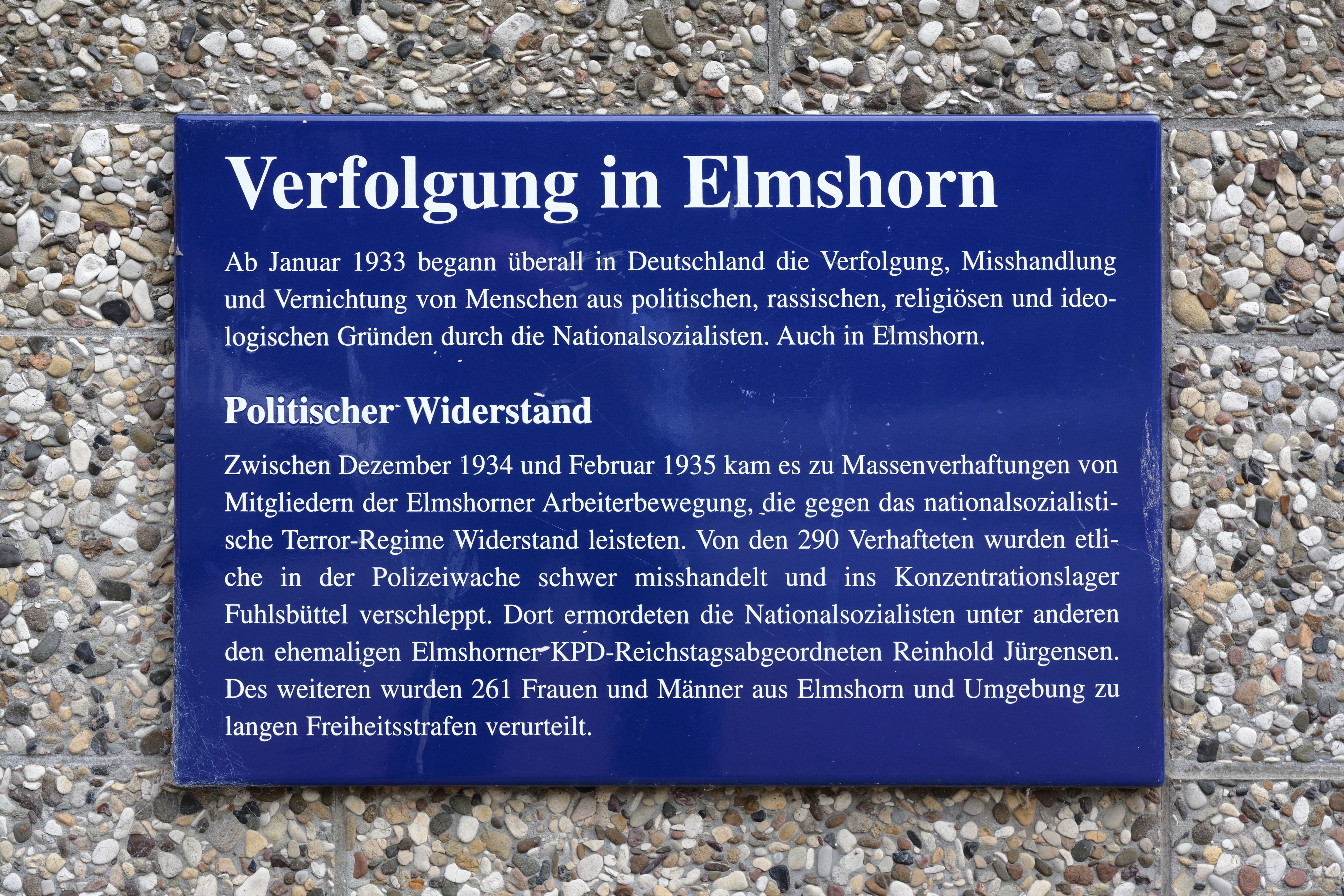
Plaque commémorative apposée à la marie d'Elmshorn.
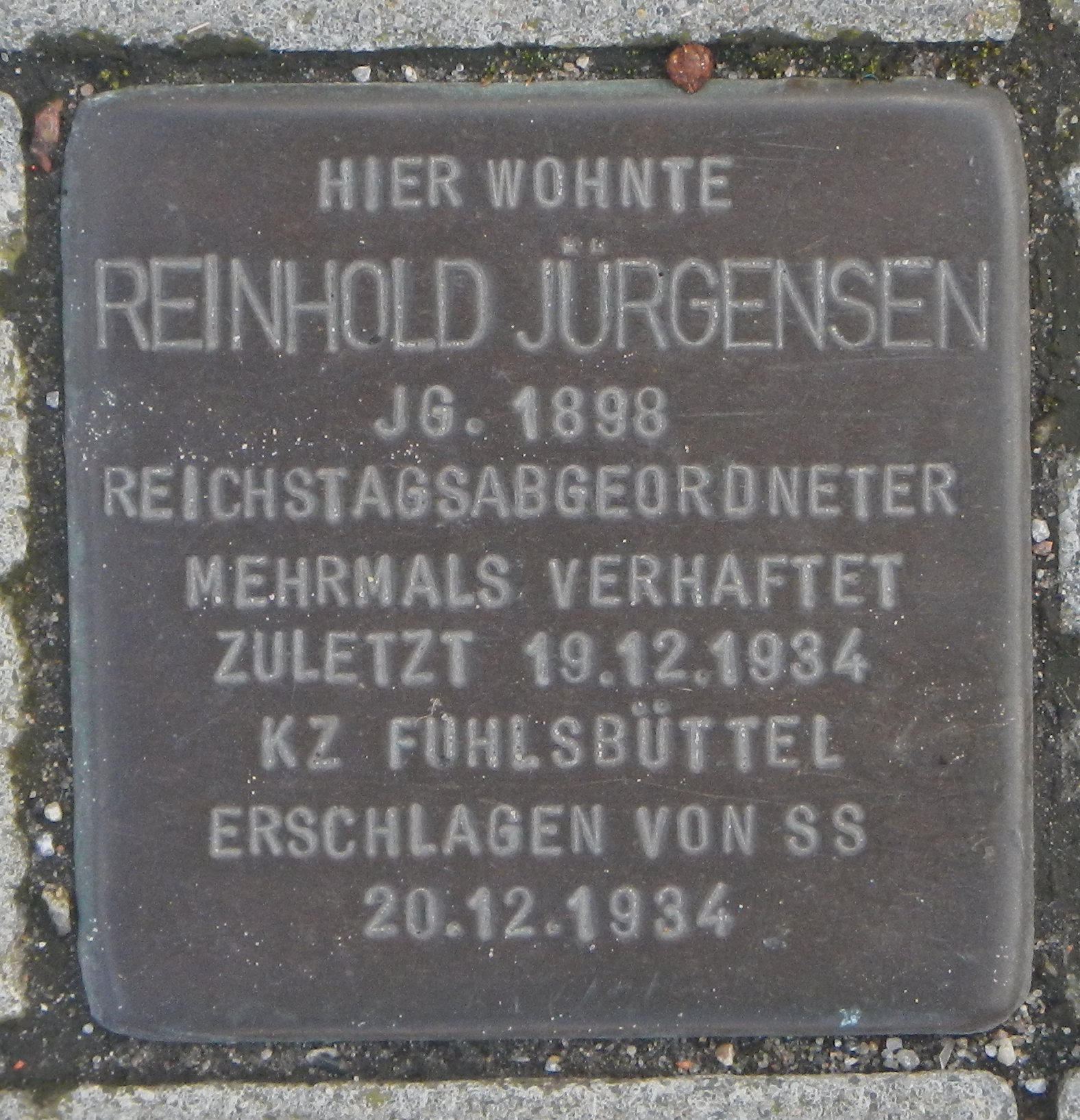
Pierre commémorative (stolperstein) apposée au logement de Reinhold Jürgensen à Elmshorn.
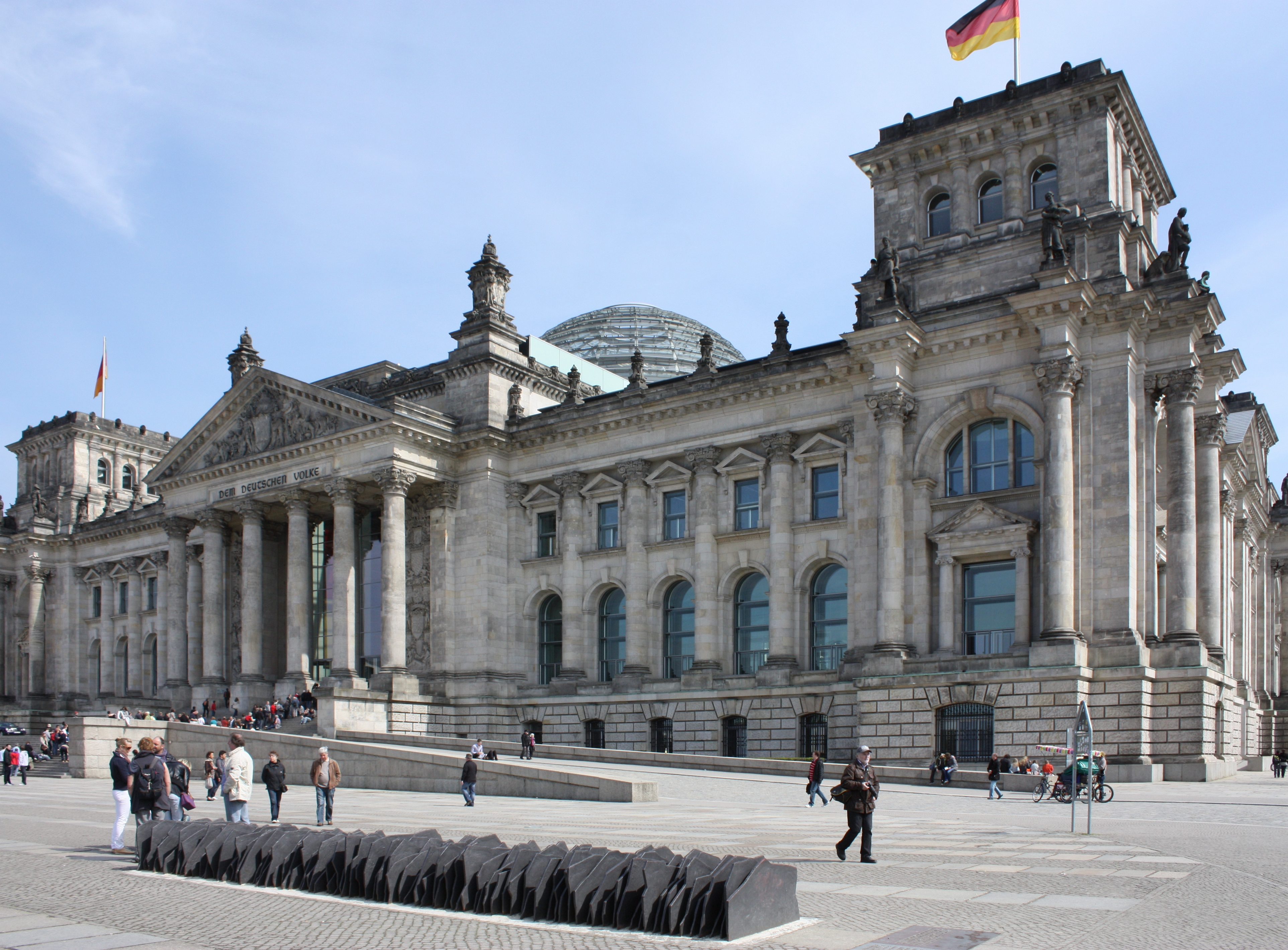
Mémorial aux députés assassinés, devant le Reichstag.